# النساء في الحرب والجيش (2000 حتى الآن)
هذا المقال عن النساء في الحرب والجيش (2000 حتى الآن) في جميع أنحاء العالم خارج الولايات المتحدة.

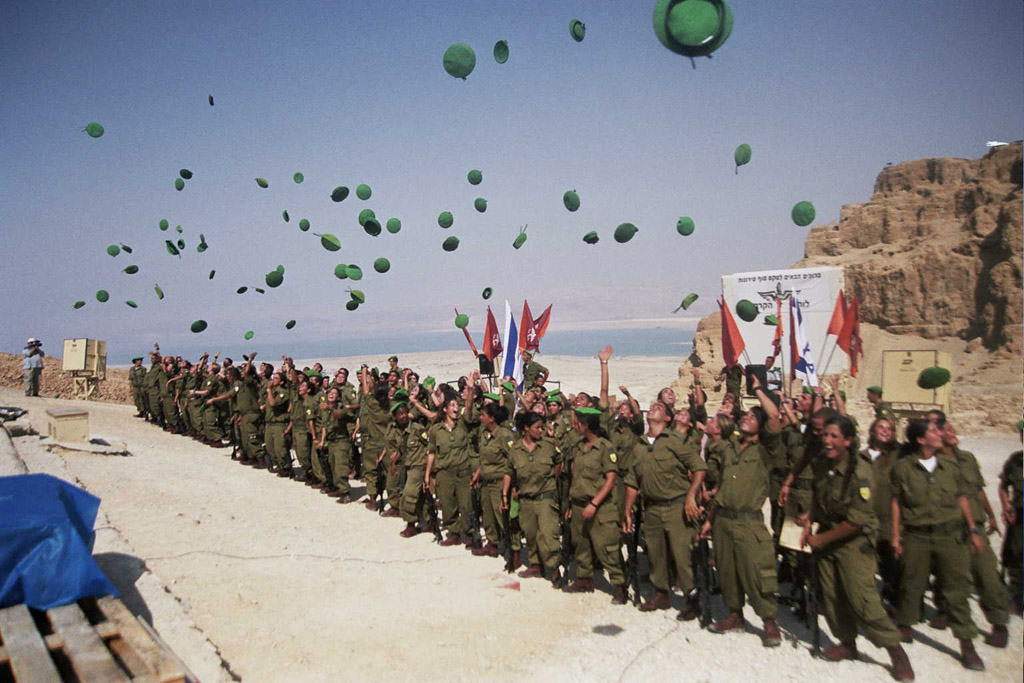
كتيبة كاراكال

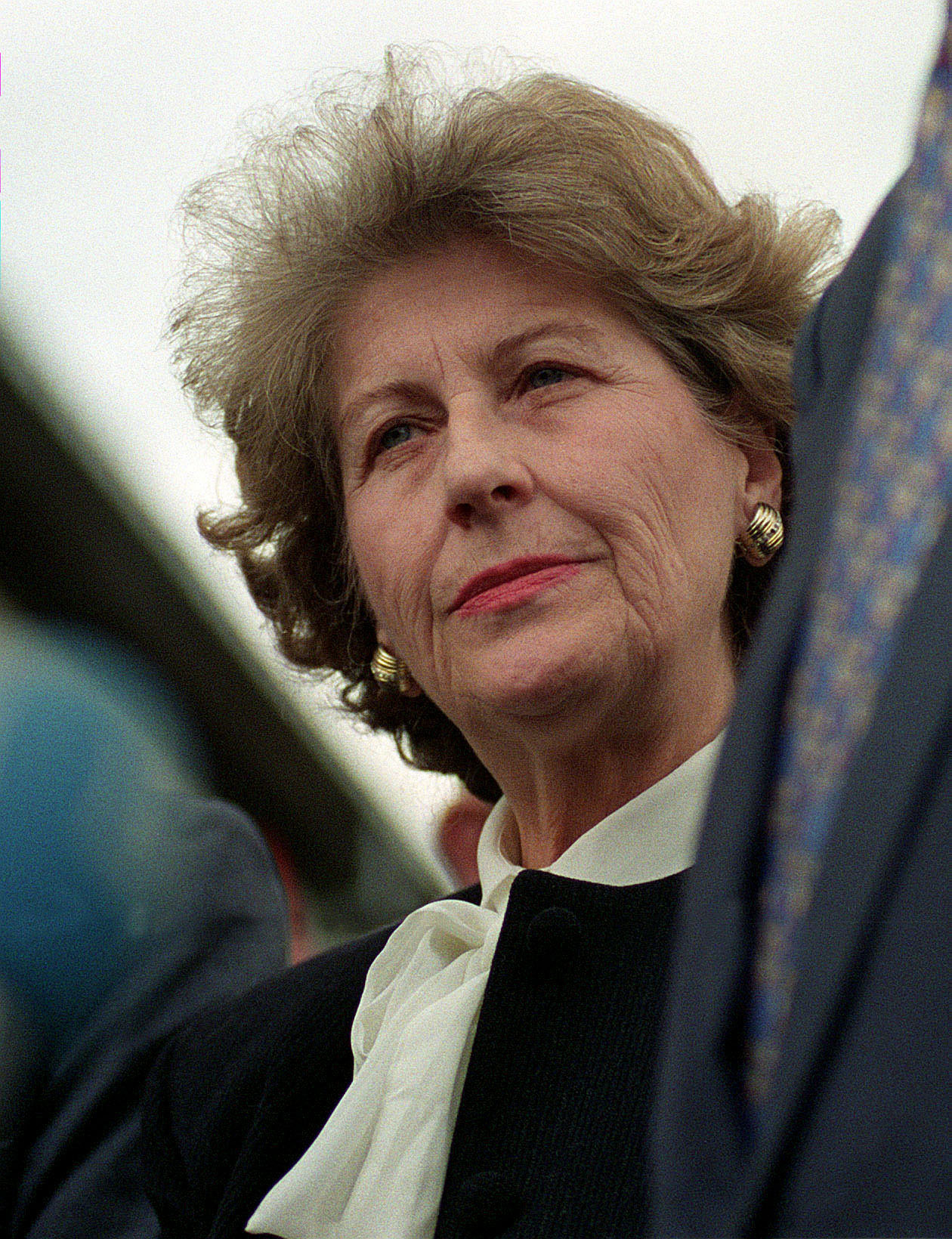
بيليانا بلافيتش

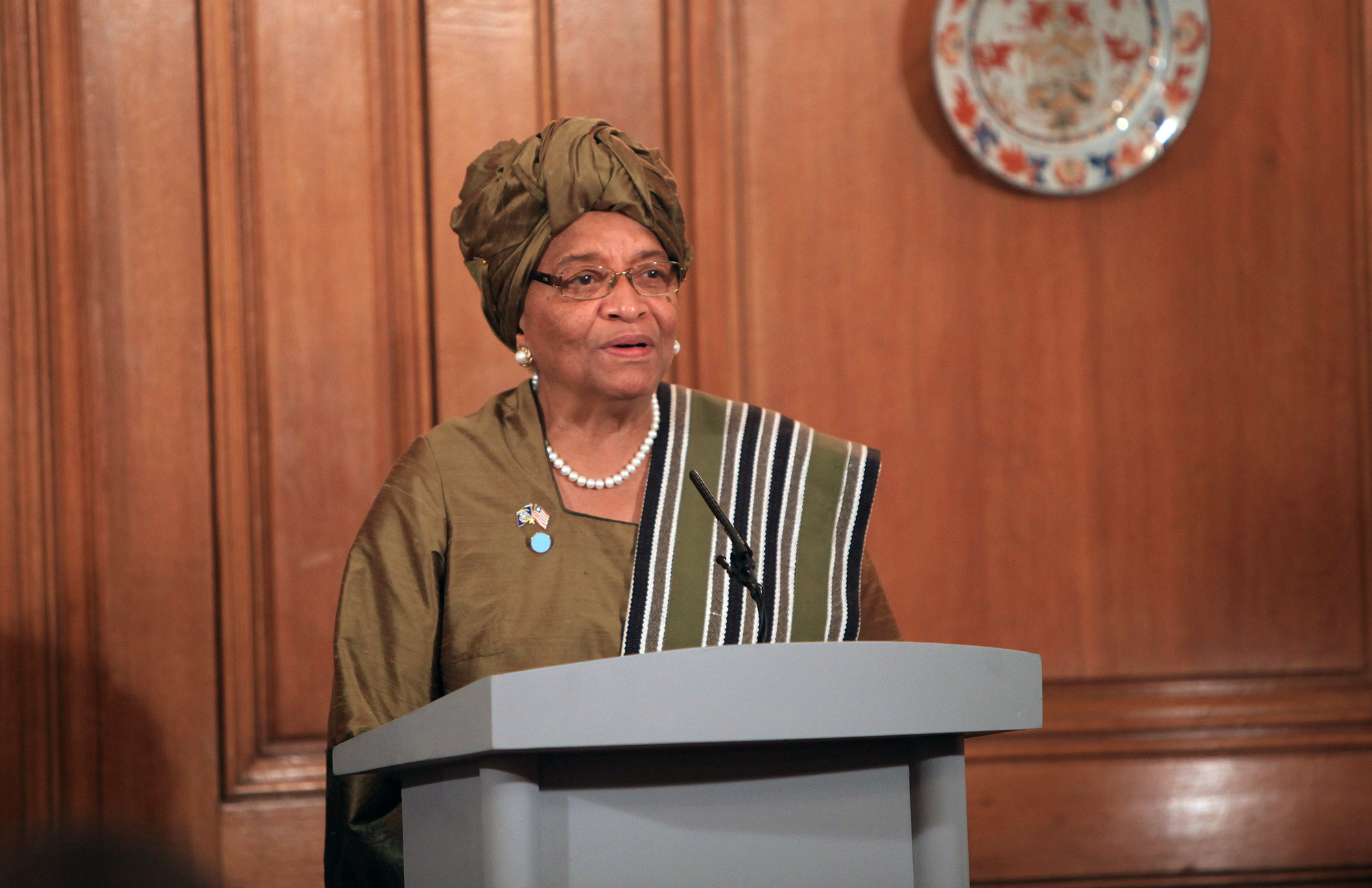
ليبيريا President إلين جونسون سيرليف

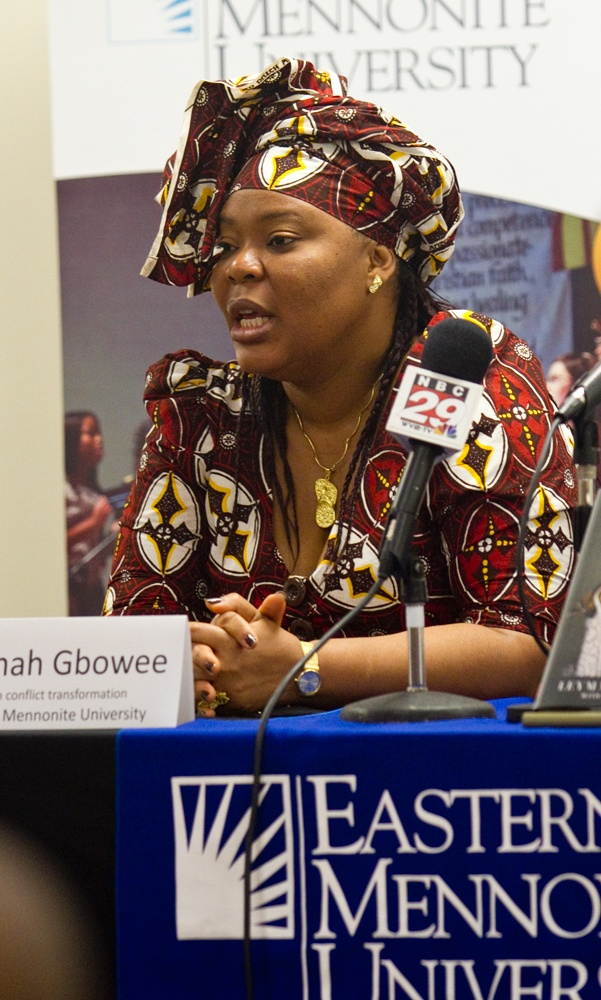
ليما غبوي

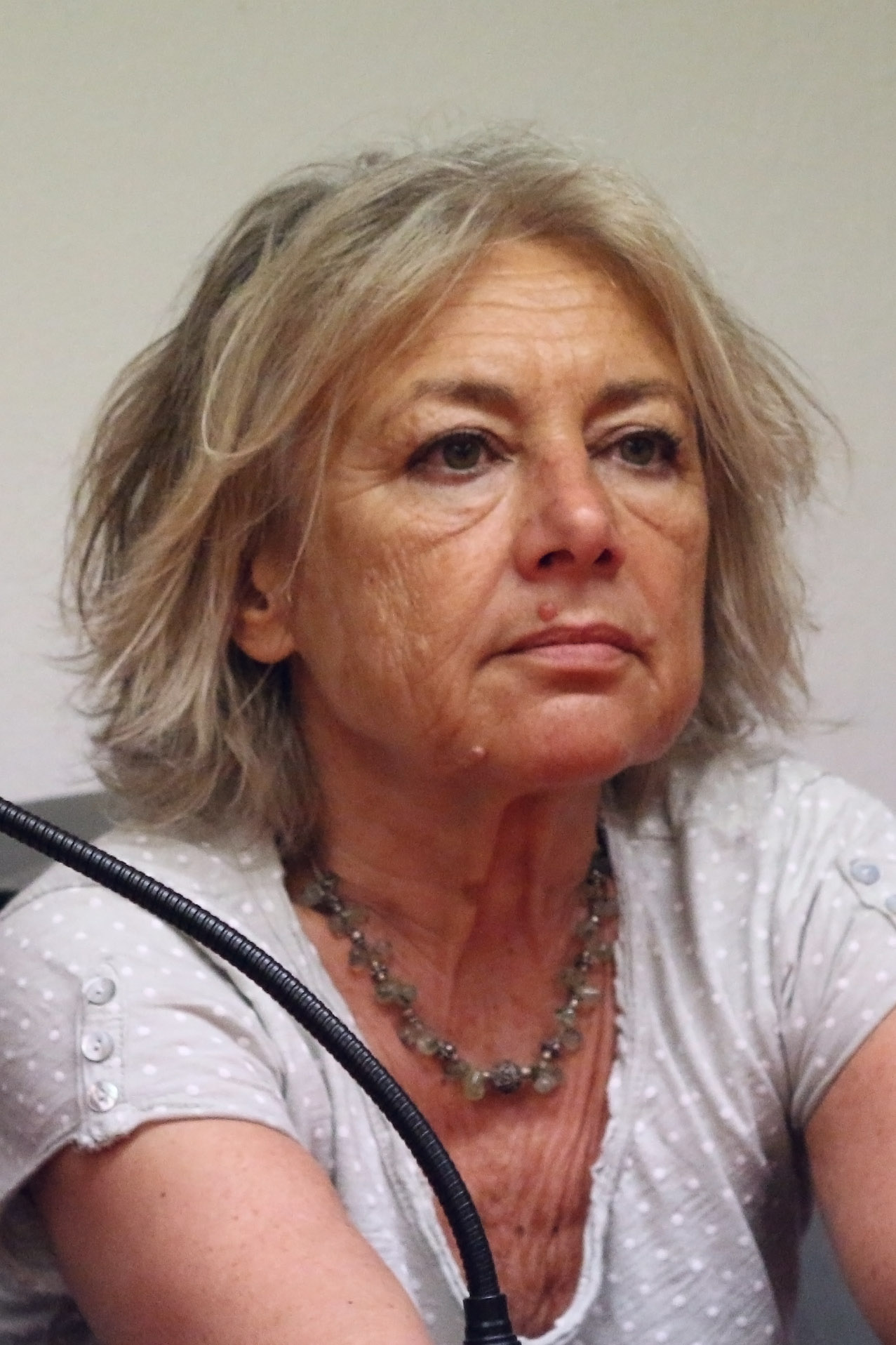
جوليانا سجرينا

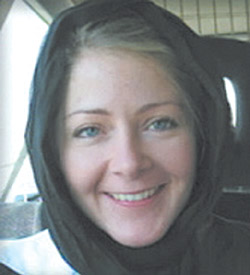
فيرن هولاند

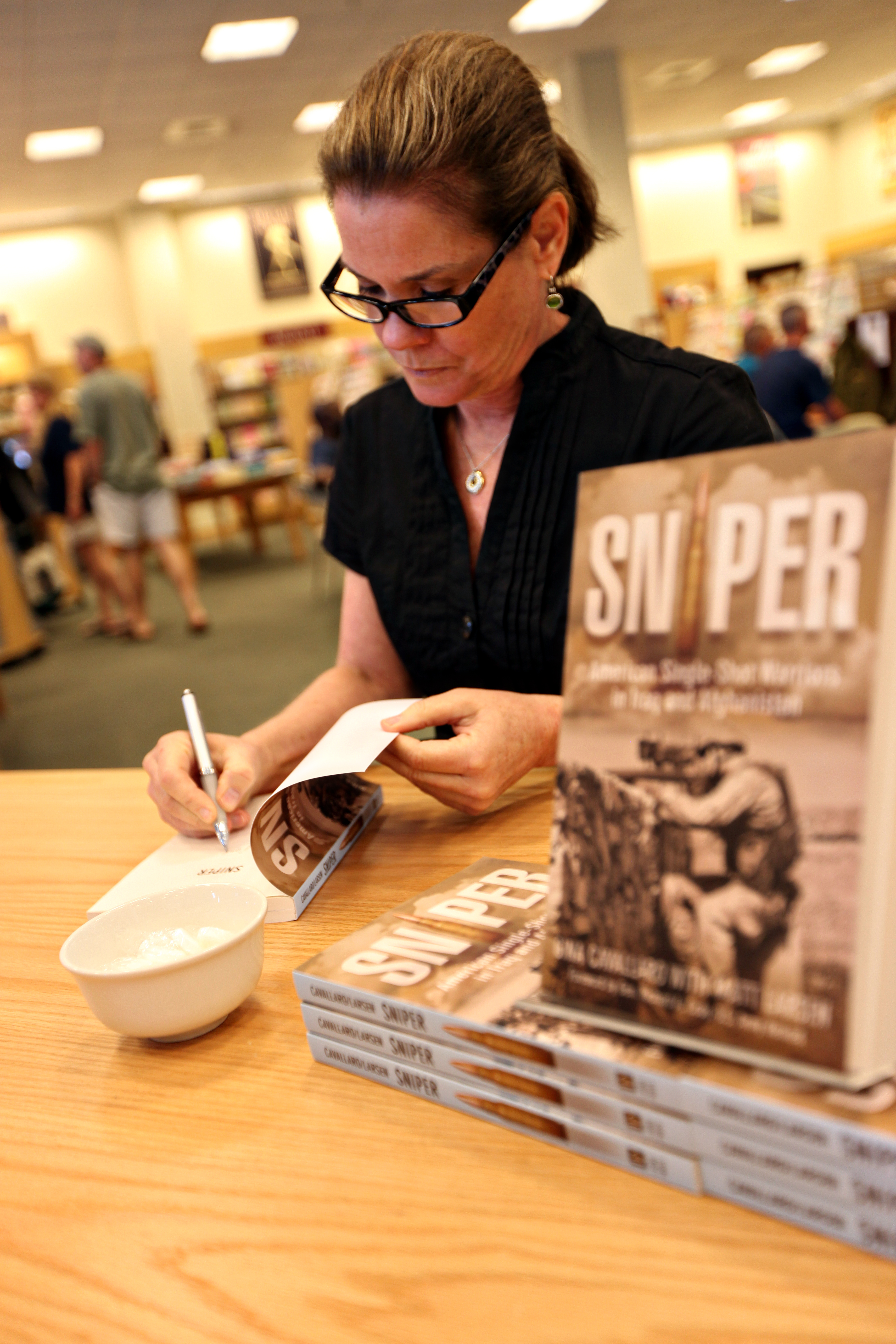
جينا كافالارو

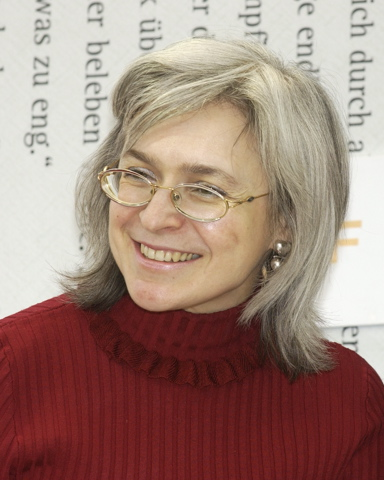
آنا بوليتكوفسكايا

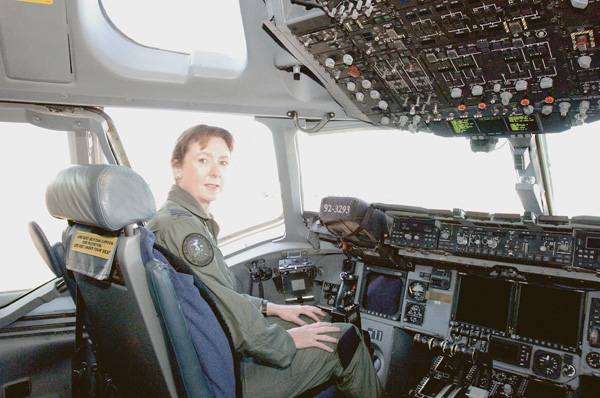
ليندا كوربولد، القوات الجوية الملكية الأسترالية

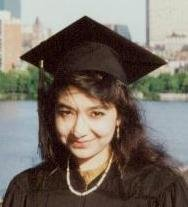
عافية صديقي

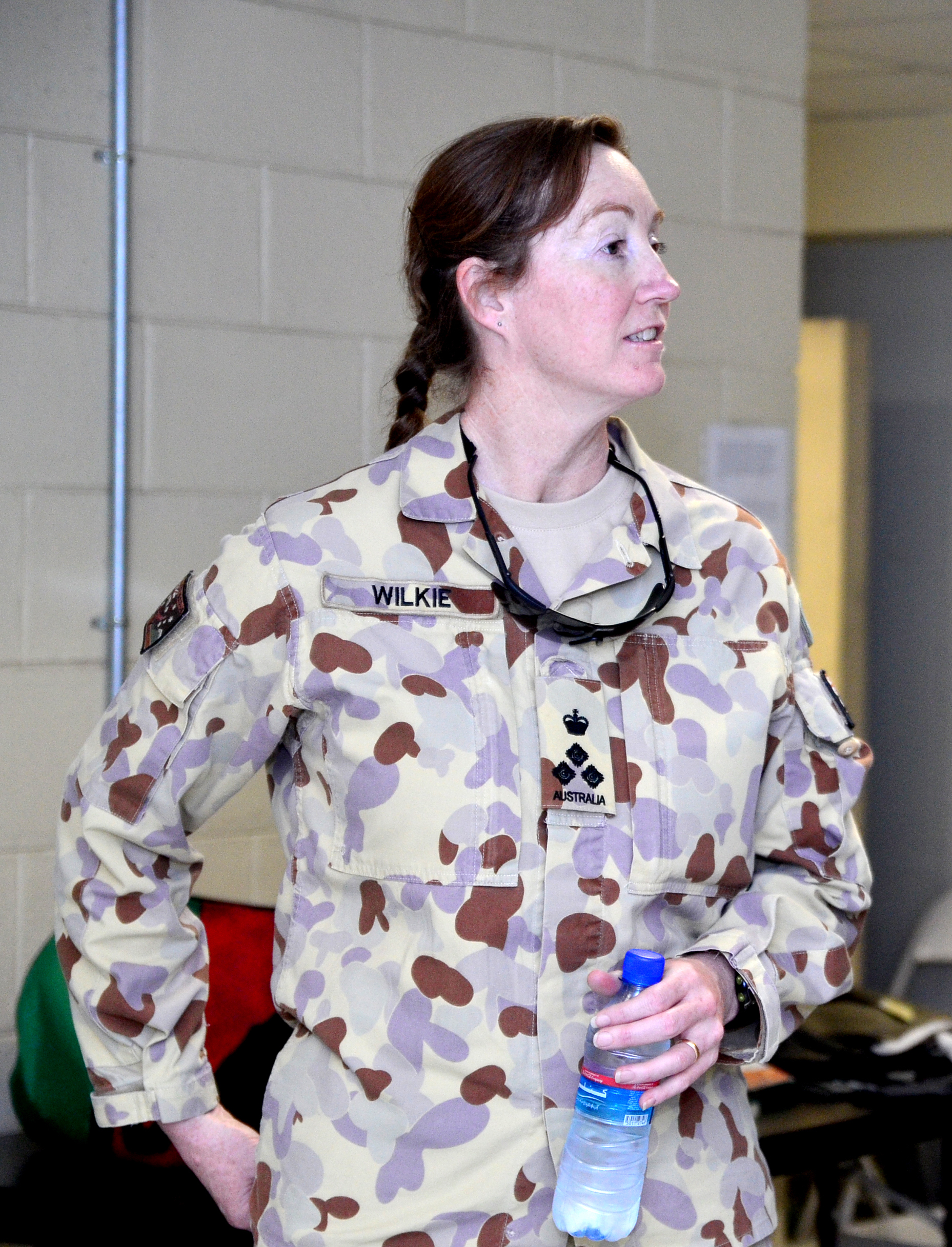
اللواء سيمون ويلكي

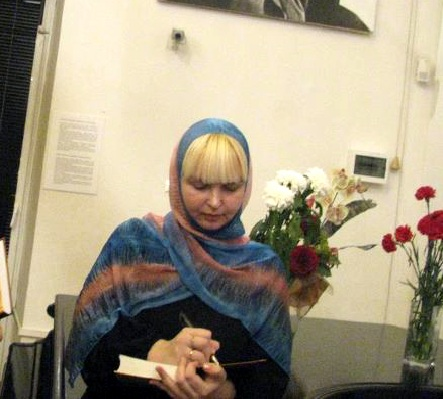
بولينا زيريبتسوفا

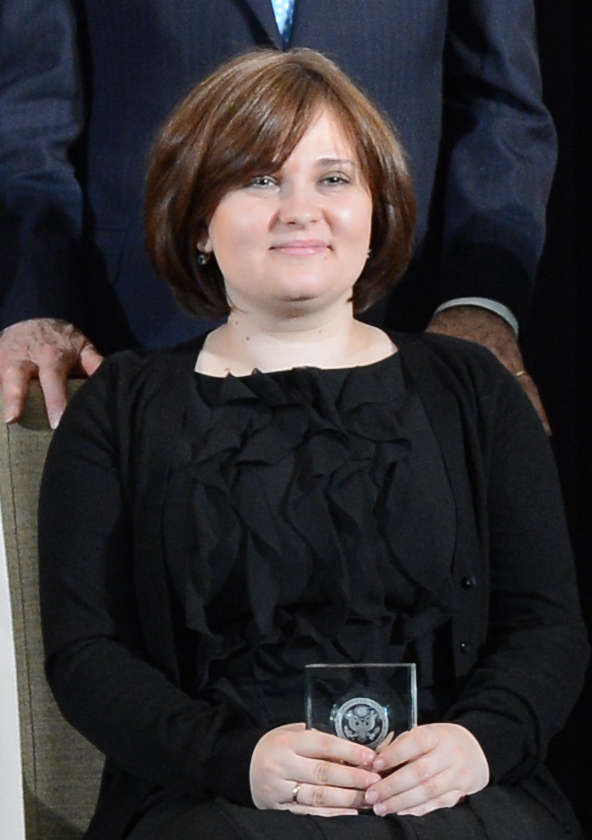
إيلينا ميلاشينا

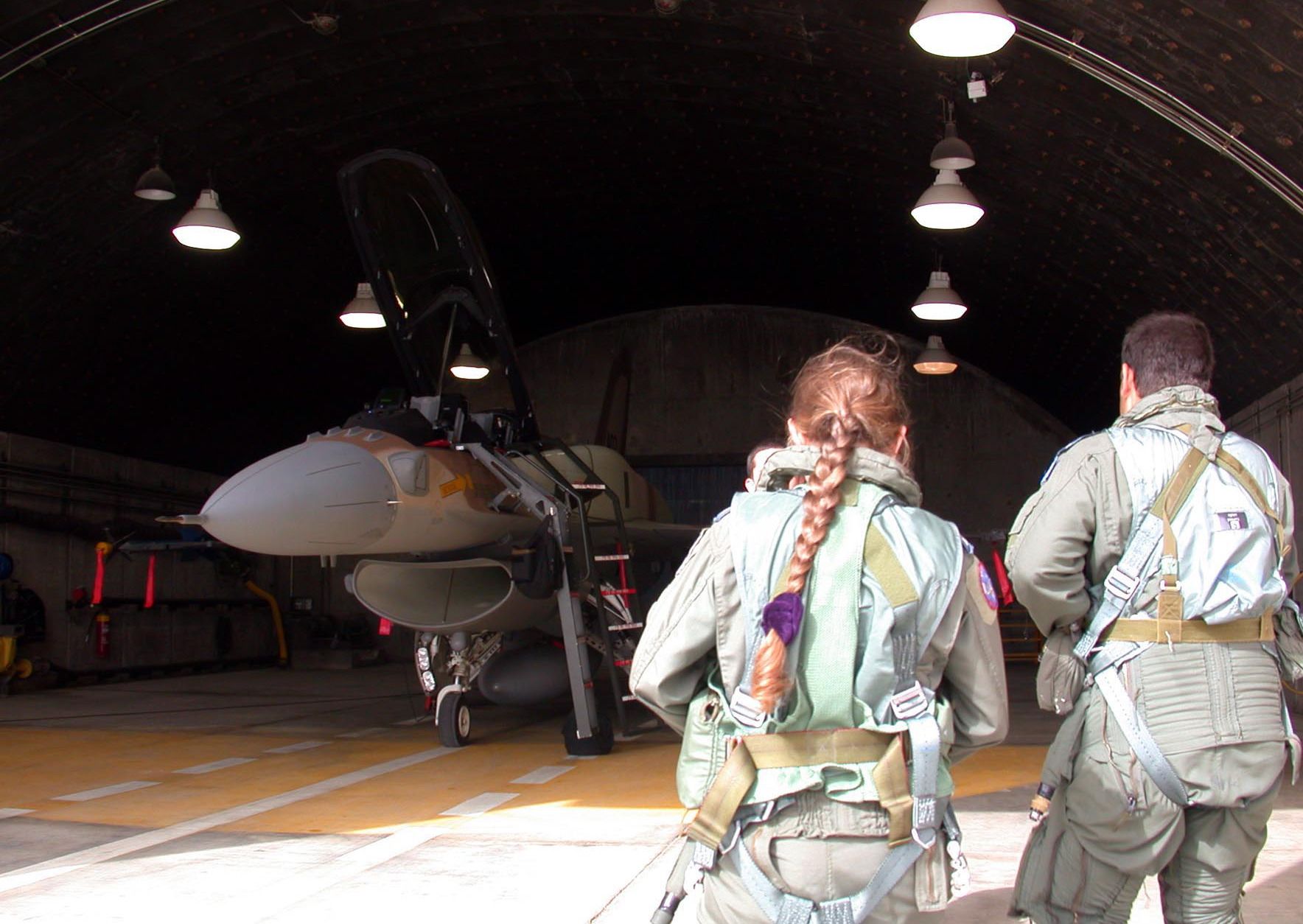
أول طيارة اسرائيلية القوات الجوية الإسرائيلية

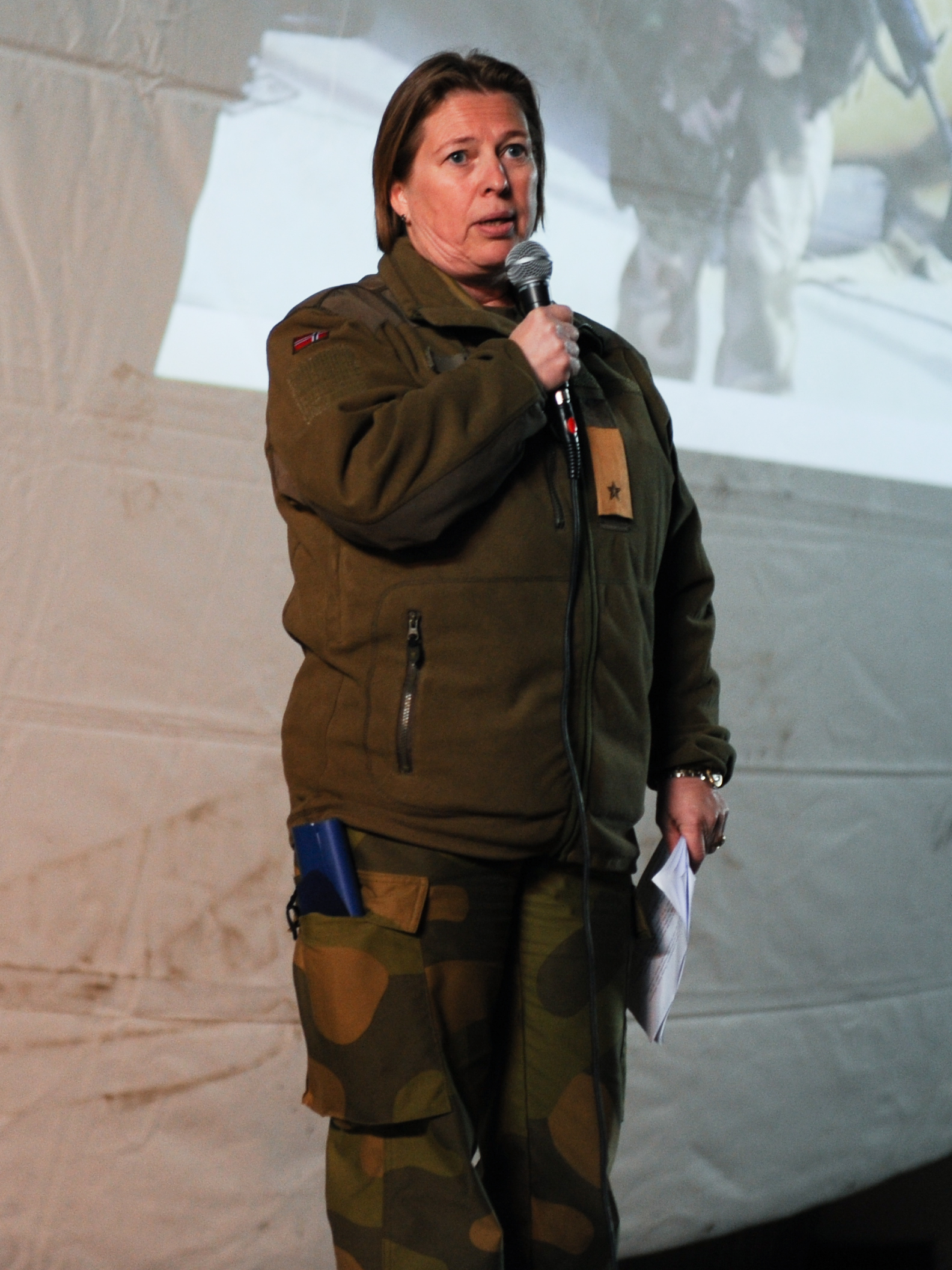
لواء كريستين لوند، الجيش الملكي النرويجي

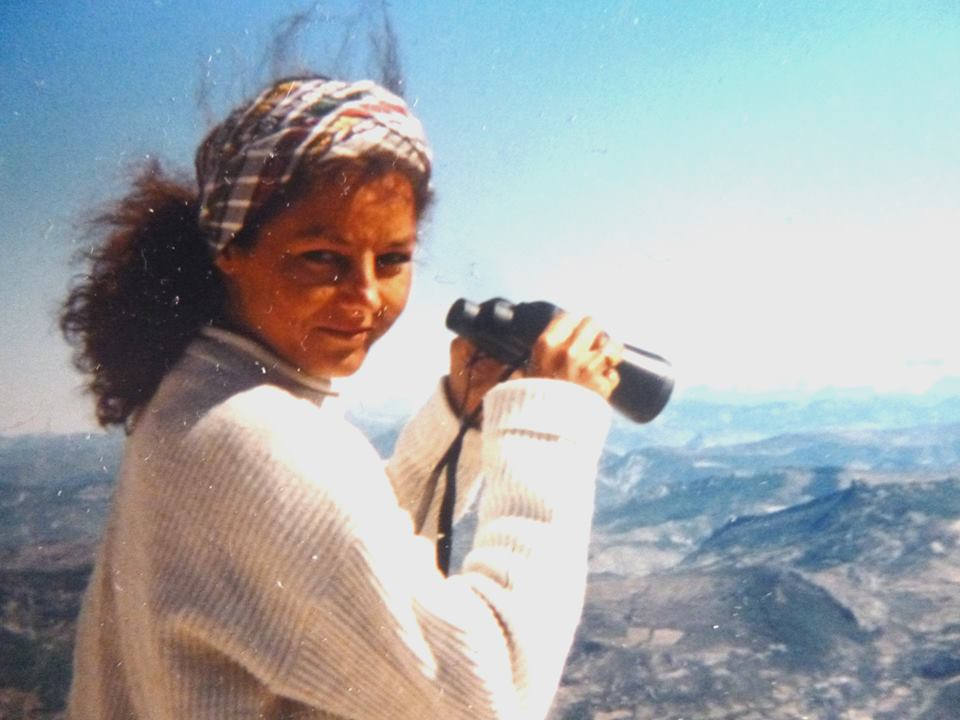
غيسلاين دوبونت

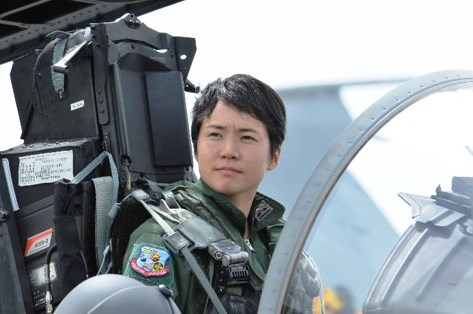
ميسا ماتسوشيما

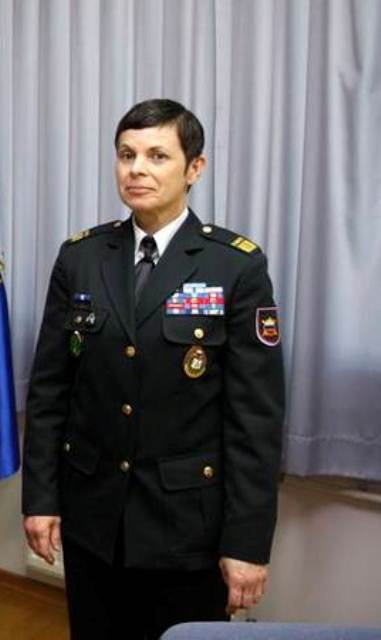
ألينكا إيرمينك

## 2000
- تم إنشاء كتيبة كاراكال- أول وحدة قتالية للإناث والذكور في إسرائيل- في عام 2000.[1]
- نص تعديل المساواة في قانون الخدمة العسكرية على أن «حق المرأة في العمل في أي دور في الجيش الإسرائيلي (قوات الدفاع الإسرائيلية) مساوٍ لحق الرجل».[2]
- 27 مارس: اختطفت إيلزا كونجاييفا، وهي امرأة شيشانية تبلغ من العمر 18 عامًا، وقتلت على يد عقيد في الجيش الروسي خلال الحرب الشيشانية الثانية. كانت جريمة قتلها واحدة من أولى الحالات التي اعترفت فيها السلطات الروسية على الفور وبشكل علني بجريمة حرب ارتكبتها القوات الفيدرالية الروسية ضد المدنيين في الشيشان.[3][4][5][6]
- سبتمبر: تم تدمير West Side Boys- وهي مجموعة مسلحة في سيراليون- أثناء عملية باراس والعمليات اللاحقة التي قام بها جيش سيراليون والقوات الملكية الأيرلندية رينجرز التابعة للجيش البريطاني وفوج المظليين والخدمة الجوية الخاصة. كانت المجموعة تضم مقاتلات من الإناث بالإضافة إلى مقاتلين.[7]

## 2001
آذار / مارس: أصبحت هيكارو سايكي أول ضابطة نجمة (أميرال وعامة) في تاريخ قوات الدفاع الذاتي اليابانية مع ترقيتها إلى اللواء بحري.
أبريل: أصبحت روني زوكرمان أول طيارة مقاتلة في سلاح الجو الإسرائيلي، استلمت جناحيها في عام 2001.
أيار / مايو: أصبحت الكابتن ماريز كارمايكل أول طيار سنوبيرد في كندا.
نوفمبر: اغتالت امرأة شيشانية عايزة غزوييفا جنرالا روسيا بتفجير انتحاري. إنها أول شهيدكا شيشانية، أو "أرملة سوداء، وهي عبارة عن مصطلح انتحاري. بدأت المزيد من النساء في الاقتداء بها. كانون الأول / ديسمبر: أصبحت جولي هامر أول سيدة تتولى قيادة أكاديمية قوة الدفاع الأسترالية.

## 2002
يناير: أصبحت يانغ سونغ سوك أول أنثى جنرال في تاريخ الجيش الكوري الجنوبي.
مايو: أصبحت الكابتن فيليبا تاتيرسال أول امرأة تحصل على قبعة خضراء من مشاة البحرية الملكية.
26 سبتمبر: تم تعيين ثلاث ضابطات بالقوات الجوية كطيارين مقاتلين في سلاح الجو في كوريا الجنوبية، مما جعلهن أول نساء يصبحن طيارات مقاتلات في تاريخ البلاد.